# Milk (canción)
«Milk» es el sexto sencillo de la banda estadounidense Garbage, extraído del álbum Garbage. "Milk" fue escrita y grabada por Garbage (Duke Erikson, Shirley Manson, Steve Marker y Butch Vig) en su propio estudio de grabación durante las grabaciones 94-95 del álbum debut.
"Milk" fue lanzada a nivel mundial en una presentación realizada en 1996 en los MTV Europe Music Awards. La cadena MTV calificó a la prensentacion como una de las mejores realizadas durante los EMA's en los 90's.

## Posicionamiento
| Año    | Sencillo                | Listas                                | Posición |
| ------ | ----------------------- | ------------------------------------- | -------- |
| 1996   | «Milk» (The Wicked Mix) | Official UK Singles Chart             | #10      |
| 1997   | «Milk»                  | US ARC Weekly Top 40                  | #27      |
| 1996   | «Milk» (The Siren Mix)  | Official Australian Singles Chart     | #44      |
| 1996   | «Milk»                  | Official Argentinian Singles Chart    | #95      |
| 1996/7 | «Milk»                  | US Billboard Hot 100 - Bubbling Under | #106     |
| 1997   | «Milk» (Importado)      | Official UK Singles Chart             | #74      |

- Datos: Q3857929